# بريت جلادمان
 بريت جلادمان (بالإنجليزية: Brett J. Gladman)‏ (ولد في 19 أبريل 1966) هو عالم فلك كندي وهو أستاذ في جامعة كولومبيا البريطانية في قسم الفيزياء و علم الفلك ، في فانكوفر ، كولومبيا البريطانية.

## عمله
عرف جلادمان لعمله في مجال ديناميك الفلك في النظام الشمسي. كما درس نقل العناصر من النيازك إلى الكواكب، وتوزيع المواد من نيازك حزام الكويكبات الرئيسي، وإمكانية نقل الحياة من خلال هذه الآلية، المعروفة باسم panspermia. كما أنه درس تكوين الكوكب، وخاصة لغز كيفية نشوء الكواكب العملاقة .

## إنجازاته
اكتشف أو شارك جلادمان في اكتشاف العديد من الأجرام السماوية في النظام الشمسي و الكويكبات و حزام كويبر و المذنبات، وأقمار كثير من الكواكب العملاقة :
- أورانوس : كاليبان ، سيكوراكس ، برسبيرو ، ستيبوس ، ستيفانو ، و فرديناند.
- زحل : أكثر من عشرة أقمار طبيعية من عدة مجموعات من الأقمار التي تمت تسميتها على أسماء آلهة الإنويت الكنديون.
- نبتون : القمر نيسو.
- المشتري : اكتشف وشارك في اكتشاف 6 أقمار منهم القمر S/2003 J 18 .

## جوائزه
حصل جلادمان على جائزة هارولد أوري عن شعبة علوم الكواكب للجمعية الأميركية للفلكيين في عام 2002. و تمت تسمية الكويكب 7638 جلادمان نسبةً إليه تكريماً له.

## وصلات خارجية
- بريت جلادمان